# Periodica Mathematica Hungarica
Periodica Mathematica Hungarica is een aan collegiale toetsing onderworpen wetenschappelijk tijdschrift op het gebied van de wiskunde.
De naam wordt in literatuurverwijzingen meestal afgekort tot Period. Math. Hung.
Het wordt uitgegeven door de Hongaarse János Bolyai Mathematical Society. De verspreiding wordt verzorgd door Springer Science+Business Media. Het tijdschrift verschijnt 2 keer per jaar. Het publiceert vooral Engelstalige artikelen, maar soms ook Duitstalige of Franstalige.